# Aprasia inaurita
Aprasia inaurita — вид геконоподібних ящірок родини лусконогових (Pygopodidae). Ендемік Австралії. 

## Поширення і екологія
Aprasia inaurita мешкають на півдні Австралії, від південного сходу Західної Австралії через південь Південної Австралії до на північного заходу Вікторію та південного сходу Нового Південного Уельсу. Вони живуть в піщаних пустелях і в ріколіссях, що ростуть на піщаних ґрунтах.